# آل خضاري
آل خضاري قرية تابعة لمركز تنومة التابعة لمحافظة النماص والتي تتبع لإمارة عسير تقع على المرتفعات الجنوبية الغربية للمملكة العربية السعودية على ارتفاع 2180م وبدائرة عرض 19.00° وخط طول 42.17° وجميع سكان القرية يتبعون لقبيلة كنانة من بني شهر.